# Ендоган Аділі
Ендоган Аділі (нім. Endoğan Adili; нар. 3 серпня 1994, Бругг) — швейцарський футболіст турецького походження, нападник клубу «Галатасарай».
Насамперед відомий виступами за клуб «Грассгоппер», а також юнацьку збірну Швейцарії.

## Клубна кар'єра
У дорослому футболі дебютував 2009 року виступами за команду клубу «Грассгоппер», в якій провів три сезони, взявши участь у 23 матчах чемпіонату.
17 грудня 2012 року перейшов до «Базеля», уклавши з чинним на той час чемпіоном Швейцарії контракт, розрахований на 3,5 роки.

## Виступи за збірні
З 15-річного віку почав залучатися до юнацьких збірних команд Швейцарії різних вікових категорій. Взяв участь у 30 іграх на юнацькому рівні, у яких відзначився 10 забитими голами.